# شهرک علی‌آباد (جاسک)
شهرک علی‌آباد، روستایی در دهستان گابریک بخش مرکزی شهرستان جاسک در استان هرمزگان ایران است.

## جمعیت
بر پایه سرشماری عمومی نفوس و مسکن در سال ۱۳۹۵، جمعیت این روستا برابر با ۲۲۳ نفر (۶۴ خانوار) بوده‌است.